# زبان‌های هندوآریایی مرکزی
زبان‌های هندوآریایی مرکزی یا زبان‌های هندی نام دستهٔ بزرگی از زبان‌های هندوآریایی است که با تفاوت‌هایی در بخش شمالی هندوستان مورد استفاده قرار می‌گیرد. زبان‌های هندی مرکزی از تبار پراکریت می‌باشند و دو زبان اردو و هندی که زبان‌های رسمی پاکستان و هند هستند، از اعضای این مجموعه‌اند. زبان‌های هندی به دو شاخهٔ خاوری و باختری بخش‌بندی می‌شوند. شاخهٔ باختری تکامل‌یافتهٔ اپبرمشه می‌باشد. 

## زبان‌ها
زبان‌های هندوآریایی مرکزی به دو گروه عمده خاوری و باختری تقسیم می‌شوند:
1. شاخه باختری
  - برج (۲۱ میلیون)، رایج در غرب اوتار پرادش و مناطق همجوار در راجستان و هاریانا.
  - هریانوی (۸ میلیون)، رایج در چندی‌گر، هاریانا، و اقلیتی در پنجاب و دهلی.
  - بوندلی (۳ میلیون)، رایج در جنوب غرب اوتار پرادش غرب مرکز مادیا پرادش.
  - کنوجی (۹٫۵ میلیون)، رایج در غرب مرکز اوتار پرادش.
  - هندوستانی (۳۱۲ میلیون)، با دو گونه معیار هندی و اردو، رایج در غرب اوتار پرادش، دهلی و پس از جدایی در پاکستان.
2. شاخه خاوری
  - اودهی (۳۸ میلیون)، رایج در شمال و شمال مرکز اوتار پرادش و همچنین کارائیب، فیجی، موریس و آفریقای جنوبی.
    - هندی کارائیبی (بیشتر برپایه بوجپوری ولی با تأثیر بسیار از اودهی)
    - هندی فیجی (بیشتر برپایه اودهی ولی با تأثیر بسیار از بوجپوری)

  - بگهلی (۸ میلیون)، رایج در شمال مرکز مادیا پرادش و جنوب شرق اوتار پرادش.
  - چتیسگری (۱۳ میلیون)، رایج در جنوب شرق مادیا پرادش و شمال و مرکز چتیسگر.